# Meteorus cespitator
Meteorus cespitator är en stekelart som först beskrevs av Carl Peter Thunberg 1822.  Meteorus cespitator ingår i släktet Meteorus och familjen bracksteklar. Arten är reproducerande i Sverige. Inga underarter finns listade i Catalogue of Life.